# Вергинии
Вергиниите (на латински: Verginii, gens Verginia, Virginia) са римска стара фамилия от gens Verginia, която има голямо значение в началото на Римската република. Те имат името Вергиний (Verginius) и Вергиния (Verginia), от което произлиза Виргиния (Virginia).
Името Verginius най-вероятно е от етруски произход.
През 5 век пр.н.е. Вергинии, Валерии, Сервилии, Фабии, Корнелии, Фурии и Юлии са седемте водещи фамилии в Рим. Особено се проявяват Вергинии Трикости, които имат в този век единадесет консули. През 4 век пр.н.е. те губят значение и почти не се появяват след законите Leges Liciniae Sextiae 366 пр.н.е. Около 300 пр.н.е. се срещат някои патрициански и плебейски представители на рода, след това обаче не. В империйското време родът отново се издига, а от 1 век пр.н.е. те участват многобройно в обществения живот.
Освен Вергинии Трикости важни когномени са Целимонтан, Есквилин и Рутил (Руцил).

## По-известни носители на името
- Опитер Вергиний Трикост, консул 502 пр.н.е., народен трибун 486 пр.н.е.
- Тит Вергиний Трикост Целимонтан (консул 496 пр.н.е.)
- Авъл Вергиний Трикост Целимонтан, консул 494 пр.н.е.
- Прокул Вергиний Трикост Руцил, консул 486 пр.н.е., син на Опитер Вергиний Трикост
  - Тит Вергиний Трикост Руцил, консул 479 пр.н.е.
  - Авъл Вергиний Трикост Руцил, консул 476 пр.н.е.
- Опитер Вергиний Трикост Есквилин, суфектконсул 478 пр.н.е.
- Авъл Вергиний Трикост Целимонтан (консул 469 пр.н.е.), консул 469 пр.н.е.
- Авъл Вергиний (трибун 461 пр.н.е.), народен трибун 461 пр.н.е.
- Вергиния, главна фигура в легендарната история за децемвира Апий Клавдий Крас Инрегиленсис Сабин
- Тит Вергиний Трикост Целимонтан (консул 448 пр.н.е.)
- Луций Вергиний Трикост, консул 435 и 434 пр.н.е.
- Луций Вергиний Трикост Есквилин, консулски военен трибун 402 пр.н.е.
- Авъл Вергиний (трибун 395 пр.н.е.), народен трибун 395 пр.н.е.
- Луций Вергиний Трикост, консулски военен трибун 389 пр.н.е.
- Виргиния (Волумний), (Virginia (Volumnius), дъщеря на Авъл Вергиний, от 296 пр.н.е. съпруга на Луций Волумний Флама Виолент
- Авъл Вергиний (юрист), юрист през 2 век пр.н.е.
- Луций Вергиний Руф, консул 63, 69 и 97 г.